# Ernst-Adolf Kunz
Ernst-Adolf Kunz, Pseudonym Philipp Wiebe (* 19. September 1923 in Gelsenkirchen; † 9. November 1981 ebenda), war ein deutscher Schriftsteller und betrieb mit seiner Frau Gunhild die Presseagentur ruhr-story, welche Texte von Autoren an Zeitungen und Zeitschriften verkaufte.

## Leben
Als Sohn eines Arztes wurde Kunz in Gelsenkirchen geboren. Nach seiner Zeit im Internat (1938–41 im Landschulheim Burg Nordeck) wurde er zum Heer einberufen und war wegen einer Verletzung, die er sich in Ungarn zugezogen hatte, in Wien und Delbrück. Später wurde er nach Attichy verlegt, wo er Heinrich Böll kennenlernte und sie sich anfreundeten. Nach dem Krieg war er u. a. als Schauspieler und Verkäufer tätig und gründete eine Werbeagentur, die aber bald Konkurs ging.
Die Idee für eine Presseagentur, welche Texte von Schriftstellern an Zeitungen und Zeitschriften verkauft, dürfte ihm 1952 gekommen sein: die ruhr-story. Heinrich Böll, der mit Kunz befreundet war, half ihm bei diesem Geschäft maßgeblich. Er vermarktete Autoren wie Wolfdietrich Schnurre, Paul Schallück, Josef Reding, Siegfried Lenz.
Auch begann Kunz ab 1953 unter dem Pseudonym Philipp Wiebe selbst Kurzgeschichten zu schreiben und zu vermarkten. Er schrieb aber auch Theaterkritiken, Reiseberichte und Reportagen. Auch schrieb er für den Hörfunk und das Fernsehen.
Das Archiv der Presseagentur ruhr-story befindet sich am Deutschen Literaturarchiv Marbach.

## Auszeichnungen
- 1954: Erzählerpreis des SDR
- 1963: Buch des Monats (Vor unserer Tür)

## Schriften
- Vater badete jeden Tag. Droste, Düsseldorf 1960.
- Vor unserer Tür. Mohn, Gütersloh 1963.
- Herbert Hoven (Hrsg.): Die Hoffnung ist wie ein wildes Tier. Der Briefwechsel zwischen Heinrich Böll und Ernst-Adolf Kunz 1945–1953. Kiepenheuer & Witsch, Köln 1994.